# Ил Фабро (Прато)
Ил Фабро је насеље у Италији у округу Прато, региону Тоскана.
Према процени из 2011. у насељу је живело 583 становника. Насеље се налази на надморској висини од 164 м.